# Tove Arni
Tove Arni f. Tove Valborg Korsgaard Nielsen (født 1. marts 1919 i Søborg) var en dansk skuespillerinde.
Tove Nielsen blev opdaget af A.W. Sandberg som gav hende en debutrolle i Millionærdrengen i 1936 hvor hun spiller sammen med Ebbe Rode under navnet Tove Arni. I 1937 blev hun Miss Danmark. Senere havde hun flere mindre roller i danske film. Hun blev i 1941 optaget på Det Kongelige Teaters elevskole, men forlod den igen i 1942 for at rejse til Tyskland hvor hun filmede. Hun giftede sig der og tog efternavnet Lystø. Ifølge en avisnotits i 1952 var hun forsvundet i Tyskland og var formodentlig død, men hendes videre skæbne kendes ikke.

## Filmografi
- Millionærdrengen – 1936
- Flådens blå matroser - 1937
- Der var engang en vicevært - 1937
- I dag begynder livet – 1939
- Pas på svinget i Solby – 1940
- Tror du jeg er født i går? – 1941
- Frøken Vildkat – 1942